# Thysanoidma
Thysanoidma is een geslacht van vlinders van de familie grasmotten (Crambidae), uit de onderfamilie van de Musotiminae. De wetenschappelijke naam en de beschrijving van dit geslacht zijn voor het eerst gepubliceerd in 1891 door George Francis Hampson.

## Soorten
- T. octalis Hampson, 1891
- T. stellata (Warren, 1896)